# Karadakh
Karadakh (en rus: Карадах) és un poble del Daguestan, a Rússia, que en el cens del 2010 tenia 390 habitants. Pertany al districte rural de Gunib.